# Музичка школа „Стеван Христић” Крушевац
Музичка школа „Стеван Христић” је музичка школа у Граду Крушевцу. Школа се налази се у улици Чупићева 25, Крушевац.

## Историјат школе[2]
Музичка школа „Стеван Христић” Крушевац је нижа Музичка школа 1948. године. Дана 31. маја 1979. године дошло је до промене назива фирме услед усаглашавања са ЗУР-ом и школа добија назив Основна Музичка школа „Стеван Христић“ са седиштем у Крушевцу. Решење окружног привредног суда у Краљеву носи број Фи 1839/78 о упису у судски регистар. Октобра 1992. године школа је пресељена у Чупићеву улицу број 25. зграду бившег Педагошког завода где се и данас налази. 
Јануара месеца 1993. године посредством Скупштине општине, Школа је упутила министарству просвете Републике Србије предлог са елаборатом за оснивање средње музичке школе.
На основу Одлуке о изменама и допунама мрежа средњих школа у Републици Србији 18. маја 1994. године („Службени гласник РС“, бр. 31/94) школа добија назив Музичка школа „Стеван Христић“ у Крушевцу, а поред основног музичког образовања школа прераста у средњу музичку школу, за образовање у области музичке уметности, образовних профила – музички сарадник и музички извођач. Школа је уписана у судски регистар код окружног привредног суда у Краљеву решењем тог суда број Фи 1374/95 од 01.06.1995. године, регистрациони лист број 1-376-00. Решење број 022-05-00081/2007-03 од 14. фебруара 2008. године верификована је и као средња школа. Уписана је у судски регистар Трговинског суда у Краљеву Фи 20/08 од 11.04.2008. године.
Након спроведеног поступка за верификацију основне Музичке школе, Министарство просвете доноси решење о верификацији школе за обављање делатности основног музичког образовања и васпитања у седишту и издвојеном одељењу у Александровцу, као и у Великом Шиљеговцу и Варварину број 022-05-45/2011-07 од 06.05.2012. године и  решење о верификацији издвојеног одељења у Брусу број 022-05-45/2011-07 од 19.04.2012. године.
Музичка школа је и чланица Заједнице музичких школа Србије.

## Школа данас

#### Основна музичка школа
Основна музичка школа у седишту образује ученике на одсеку за класичну музику: инструменти клавир, хармоника, виолина, виолончело, гитара, флаута, кларинет, труба и соло певање.
Основна организовањем издвојених одељења и то:
– у Александровцу, на одсеку класичне музике – инструменти клавир и хармоника у шестогодишњем трајању,
– у Брусу, на одсеку класичне музике – инструменти клавир и хармоника у шестогодишњем трајању, као и на одсеку за српско традиционално свирање и певање – свирање – дувачки народни инструменти (фрула), у четворогодишњем трајању и певање у двогодишњем трајању,
– у Варварину, на одсеку класичне музике – инструменти клавир и хармоника у шестогодишњем трајању и соло певање у двогодишњем трајању
– у Великом Шиљеговцу, на одсеку класичне музике – инструменти клавир и хармоника у шестогодишњем трајању
У основну музичку школу ученици се уписују по завршеном другом, четвртом и шестом разреду основне школе, зависно од трајања музичког образовања и школу похађају паралелно са основном.
У зависности од дужине трајања музичког образовања и одсека у основној музичкој школи остварују се наставни планови и програми („Службени гласник РС – Просветни гласник“, бр. 5/2010 ) :
- Двогодишње образовање остварује се програмом за ученике соло певања.
- Четворогодишње образовање остварује се за ученике дувачког одсека: кларинет и трубачи фрула.
- Шестогодишње образовање остварује се програмом за ученике клавира, хармонике, виолине, виолончела, гитаре и флауте.

Настава у основној музичкој школи изводи се индивидуално (настава инструмента и соло певања) и групно (настава солфеђа, теорије музике, хора и оркестра).

#### Средња музичка школа
У оквиру средње музичке школе ученици се образују у четворогодишњем трајању за подручје рада култура, уметност и јавно информисање на три образовна профила:
- музички сарадник,
- музички извођач и
- дизајнер звука.

## Активности
Школа учествује у програму ЕРАСМУС + од школске 2018/2019. године.

## Награде и признања
Издвојени најновији успеси
- Награде на Републичком такмичењу у дисциплини упоредни клавир, децембар 2023. године.[4]
- Награде на 31.Републичком такмичењу из солфеђа и теорије музике, одржаном 2. и 3. децембра 2023. године у Београду.[5]